# 작은세포성 세포
신경과학에서 P-세포(P-cell)라고도 불리는 작은세포성 세포(parvocellular cell) 또는 작은세포 세포 또는 소세포성 세포는 시상의 외측 슬상핵(LGN)의 작은세포층(parvocellular layer) 내에 위치한 뉴런이다. 그들의 이름은 더 큰 큰세포 세포에 비해 세포 크기가 작기 때문에 라틴어 parvus '작은'에서 유래되었다. 계통발생학적으로 작은세포 뉴런(parvocellular neuron)은 큰세포 뉴런(magnocellular neuron)보다 더 현대적이다.

## 기능

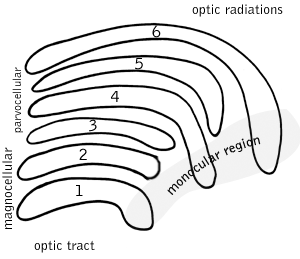
Schematic diagram of the primate LGN.

시각 시스템의 세포질 뉴런은 축삭이 시각로(optic tract, 시삭, 시신경로)를 구성하는 망막 신경절 세포의 일종인 난쟁이 세포로부터 입력을 받는다. 이러한 시냅스는 외측슬상핵의 등쪽 작은세포층 4개 중 하나에서 발생한다. 각 눈의 정보는 이 시점에서 별도로 보관되며 시각 피질에서 처리될 때까지 계속 분리된다. 전기적으로 인코딩된 시각 정보는 시각로부챗살(optic radiation, 시각부챗살, 시방사, 시방선, 시방사부위)의 중계 세포(interneuron)를 통해 소세포 세포를 떠나 일차 시각 피질층 4C-β로 이동한다. 작은세포 뉴런(parvocellular neuron)은 색상에 민감하며 큰세포 뉴런(magnocellular neuron)보다 미세한 세부 사항을 더 잘 식별할 수 있다. 작은세포 세포는 거대세포 세포보다 공간 해상도가 더 높지만 시간 해상도는 낮다.

## 같이 보기
- 과립세포성 세포 (Koniocellular cell, 과립세포 세포)
- 큰세포성 세포 (대세포성 세포, magnocellular cell, M-세포)
- 먼지세포성 세포(koniocellular cell, K-세포)
- 배엽에서 유래된 사람 세포 유형 목록
- 작은세포 신경분비 세포 (Parvocellular neurosecretory cell, 소세포성 신경분비 세포)
- 작은세포 적색핵 (Parvocellular red nucleus, 소세포성 적핵)
- 작은세포 그물핵 (Parvocellular reticular nucleus, 소세포성 망상체핵, 소세포성 망상핵)
- 시각로부챗살(optic radiation, 시각부챗살, 시방사, 시방선, 시방사부위)